# Dadaj (rzeka)
Dadaj – rzeka w Polsce, łącząca jeziora Dadaj i Pisz, średni bieg rzeki Pisa-Wadąg.
Odcinek o nazwie Dadaj bierze swój początek od jeziora Dadaj, które zasilają następujące cieki:
- rzeka Dymer z jeziora Kraksy Duże
- struga Czerwonka z jeziora Węgój
- struga Biesowa z jeziora Tejstymy
- struga z jeziora Bartosz

Po wypłynięciu z Dadaja wpływa do Pisza, aby kolejno zasilać rzeki: Pisa – Wadąg – Łyna.